# Dactylogymnadenia varia
Dactylogymnadenia varia là một loài thực vật có hoa trong họ Lan. Loài này được (T. Stephenson & Stephenson) Soó mô tả khoa học đầu tiên năm 1966.